# Nationaldivision 1988/89
Die Nationaldivision 1988/89 war die 75. Spielzeit der höchsten luxemburgischen Fußballliga.
Spora Luxemburg gewann zum 11. Mal den Meistertitel. Titelverteidiger Jeunesse Esch belegte den zweiten Platz.

## Modus
Die zehn Teams spielten zuerst einen Grunddurchgang, bestehend aus einer Hin- und Rückrunde. Die sechs besten Teams spielten anschließend in einer Play-off-Runde den Meister aus. Die Hälfte der Punkte aus dem Grunddurchgang wurde hinzugerechnet.
Die Mannschaften auf den Plätzen 7 – 10 spielten mit den jeweils vier besten der beiden Bezirke aus der Ehrenpromotion in zwei Relegationsrunden die verbleibenden vier Plätze für die folgende Saison in der Nationaldivision aus.

## Grunddurchgang

### Tabelle
| Pl. | Verein                | Sp. | S  | U | N  | Tore    | Diff. | Punkte |
| --- | --------------------- | --- | -- | - | -- | ------- | ----- | ------ |
| 1.  | Jeunesse Esch (M, P)  | 18  | 14 | 1 | 3  | 044:600 | +38   | 29:70  |
| 2.  | Red Boys Differdingen | 18  | 11 | 5 | 2  | 031:130 | +18   | 27:90  |
| 3.  | Union Luxemburg       | 18  | 12 | 2 | 4  | 045:150 | +30   | 26:10  |
| 4.  | Spora Luxemburg       | 18  | 9  | 6 | 3  | 035:170 | +18   | 24:12  |
| 5.  | FC Avenir Beggen      | 18  | 8  | 6 | 4  | 034:200 | +14   | 22:14  |
| 6.  | CS Grevenmacher       | 18  | 6  | 3 | 9  | 027:370 | −10   | 15:21  |
| 7.  | Swift Hesperingen     | 18  | 5  | 3 | 10 | 020:360 | −16   | 13:23  |
| 8.  | Progrès Niederkorn    | 18  | 4  | 1 | 13 | 018:440 | −26   | 09:27  |
| 9.  | FC Olympique Eischen  | 18  | 2  | 4 | 12 | 017:480 | −31   | 08:28  |
| 10. | CS Petingen (N)       | 18  | 2  | 3 | 13 | 014:490 | −35   | 07:29  |

| (M) | amtierender luxemburgischer Meister     |
| (P) | amtierender luxemburgischer Pokalsieger |
| (N) | Neuaufsteiger aus der Ehrenpromotion    |

### Kreuztabelle
| 1988/89 Grunddurchgang | JEU | Red Boys Differdingen | Union Luxemburg | Spora Luxemburg | AVE | GRE | Swift Hesperingen | Progrès Niederkorn | EIS | CS Petingen |
| ---------------------- | --- | --------------------- | --------------- | --------------- | --- | --- | ----------------- | ------------------ | --- | ----------- |
| Jeunesse Esch          |     | 1:0                   | 4:0             | 2:1             | 2:0 | 4:0 | 2:0               | 4:0                | 5:0 | 6:0         |
| Red Boys Differdingen  | 1:0 |                       | 1:0             | 0:0             | 1:1 | 3:1 | 2:2               | 3:2                | 1:1 | 2:0         |
| Union Luxemburg        | 1:0 | 1:2                   |                 | 1:1             | 0:0 | 3:0 | 5:0               | 3:0                | 5:2 | 5:1         |
| Spora Luxemburg        | 0:1 | 2:2                   | 1:0             |                 | 0:1 | 4:1 | 3:0               | 3:2                | 3:0 | 2:1         |
| FC Avenir Beggen       | 1:0 | 1:2                   | 2:4             | 1:1             |     | 3:1 | 2:2               | 1:4                | 4:0 | 4:1         |
| CS Grevenmacher        | 1:4 | 0:1                   | 0:5             | 2:3             | 1:1 |     | 3:2               | 3:1                | 3:3 | 0:0         |
| Swift Hesperingen      | 0:3 | 0:3                   | 1:4             | 1:4             | 1:1 | 0:2 |                   | 2:0                | 4:0 | 2:0         |
| Progrès Niederkorn     | 0:2 | 1:0                   | 0:2             | 1:1             | 0:6 | 0:3 | 1:1               |                    | 3:2 | 1:4         |
| FC Olympique Eischen   | 0:0 | 0:2                   | 0:4             | 0:5             | 0:2 | 0:2 | 1:0               | 2:3                |     | 5:1         |
| CS Petingen            | 1:4 | 0:5                   | 0:2             | 1:1             | 0:3 | 0:4 | 1:2               | 2:0                | 1:1 |             |

## Playoffs

### Meisterplayoffs

#### Tabelle
| Pl. | Verein                | Sp. | S | U | N | Tore    | Diff. | Punkte | Bonus | Gesamt |
| --- | --------------------- | --- | - | - | - | ------- | ----- | ------ | ----- | ------ |
| 1.  | Spora Luxemburg       | 10  | 7 | 3 | 0 | 024:900 | +15   | 17:30  | 12    | 29     |
| 2.  | Jeunesse Esch         | 10  | 5 | 1 | 4 | 014:120 | +2    | 11:90  | 14.5  | 25.5   |
| 3.  | Union Luxemburg       | 10  | 4 | 3 | 3 | 012:150 | −3    | 11:90  | 13    | 24     |
| 4.  | FC Avenir Beggen      | 10  | 5 | 1 | 4 | 022:120 | +10   | 11:90  | 11    | 22     |
| 5.  | Red Boys Differdingen | 10  | 2 | 4 | 4 | 014:140 | ±0    | 08:12  | 13.5  | 21.5   |
| 6.  | CS Grevenmacher       | 10  | 1 | 0 | 9 | 005:290 | −24   | 02:18  | 7.5   | 9.5    |

#### Kreuztabelle
| 1988/89 Play-off-Runde | Spora Luxemburg | JEU | Union Luxemburg | AVE | Red Boys Differdingen | GRE |
| ---------------------- | --------------- | --- | --------------- | --- | --------------------- | --- |
| Spora Luxemburg        |                 | 3:2 | 2:2             | 1:0 | 0:0                   | 5:2 |
| Jeunesse Esch          | 0:2             |     | 3:0             | 1:3 | 1:1                   | 1:0 |
| Union Luxemburg        | 1:1             | 1:0 |                 | 3:2 | 0:4                   | 2:0 |
| FC Avenir Beggen       | 1:2             | 0:1 | 3:2             |     | 2:2                   | 4:0 |
| Red Boys Differdingen  | 1:5             | 1:2 | 0:0             | 0:2 |                       | 0:1 |
| CS Grevenmacher        | 0:3             | 1:3 | 0:1             | 0:5 | 1:5                   |     |

### Abstiegsplayoff Gruppe A

#### Tabelle
| Pl. | Verein               | Sp. | S | U | N | Tore    | Diff. | Punkte |
| --- | -------------------- | --- | - | - | - | ------- | ----- | ------ |
| 1.  | Swift Hesperingen    | 10  | 7 | 2 | 1 | 024:100 | +14   | 16:40  |
| 2.  | FC Aris Bonneweg     | 10  | 6 | 2 | 2 | 027:110 | +16   | 14:60  |
| 3.  | Sporting Mertzig     | 10  | 4 | 4 | 2 | 020:140 | +6    | 12:80  |
| 4.  | FC Wiltz 71          | 10  | 2 | 4 | 4 | 014:230 | −9    | 08:12  |
| 5.  | FC Olympique Eischen | 10  | 2 | 1 | 7 | 017:300 | −13   | 05:15  |
| 6.  | Young Boys Diekirch  | 10  | 1 | 3 | 6 | 014:280 | −14   | 05:15  |

#### Kreuztabelle
| 1988/89 Abstiegsplayoff A | Swift Hesperingen | Aris Bonneweg | MER | FC Wiltz 71 | EIS | Young Boys Diekirch |
| ------------------------- | ----------------- | ------------- | --- | ----------- | --- | ------------------- |
| Swift Hesperingen         |                   | 2:2           | 1:0 | 3:1         | 2:1 | 5:0                 |
| FC Aris Bonneweg          | 0:2               |               | 2:4 | 2:0         | 2:0 | 4:1                 |
| Sporting Mertzig          | 1:1               | 0:2           |     | 2:2         | 5:1 | 2:1                 |
| FC Wiltz 71               | 2:5               | 1:1           | 1:1 |             | 2:1 | 3:1                 |
| FC Olympique Eischen      | 1:0               | 0:8           | 2:4 | 6:1         |     | 2:3                 |
| Young Boys Diekirch       | 2:3               | 1:4           | 1:1 | 1:1         | 3:3 |                     |

### Abstiegsplayoff Gruppe B

#### Tabelle
| Pl. | Verein                 | Sp. | S | U | N | Tore    | Diff. | Punkte |
| --- | ---------------------- | --- | - | - | - | ------- | ----- | ------ |
| 1.  | CS Fola Esch           | 10  | 7 | 2 | 1 | 016:500 | +11   | 16:40  |
| 2.  | Alliance Düdelingen    | 10  | 4 | 5 | 1 | 017:120 | +5    | 13:70  |
| 3.  | Progrès Niederkorn     | 10  | 5 | 2 | 3 | 024:900 | +15   | 12:80  |
| 4.  | Koeppchen Wormeldingen | 10  | 4 | 2 | 4 | 012:170 | −5    | 10:10  |
| 5.  | CS Oberkorn            | 10  | 2 | 2 | 6 | 007:180 | −11   | 06:14  |
| 6.  | CS Petingen            | 10  | 1 | 1 | 8 | 009:240 | −15   | 03:17  |

#### Kreuztabelle
| 1988/89 Abstiegsplayoff B | Fola Esch | Alliance Düdelingen | Progrès Niederkorn | KOE | OBE | CS Petingen |
| ------------------------- | --------- | ------------------- | ------------------ | --- | --- | ----------- |
| CS Fola Esch              |           | 0:0                 | 1:1                | 1:0 | 0:2 | 1:0         |
| Alliance Düdelingen       | 0:1       |                     | 4:3                | 1:1 | 3:0 | 2:2         |
| Progrès Niederkorn        | 0:2       | 1:2                 |                    | 4:0 | 4:0 | 4:0         |
| Koeppchen Wormeldingen    | 2:5       | 2:2                 | 0:4                |     | 2:0 | 2:0         |
| CS Oberkorn               | 0:1       | 1:1                 | 0:0                | 0:2 |     | 5:3         |
| CS Petingen               | 1:4       | 1:2                 | 0:3                | 0:1 | 2:0 |             |